# Blessed & Possessed
Blessed & Possessed je šesté studiové album německo-rumunské power metalové kapely Powerwolf vydané 17. července 2015 u Napalm Records . Kapela ji napsala během roku 2014 a začala ji nahrávat v lednu 2015 ve Studiu Fredman v Göteborgu ve Švédsku a produkoval Fredrik Nordström . Album mixoval ve Fascination Street Studios Jens Bogren .
Boxset a edice alba obsahují bonusové CD Metallum Nostrum , které obsahuje 10 písní různých interpretů, které si členové kapely Powerwolf vybrali k přehrání.  Samostatně bylo znovu vydáno 11. ledna 2019.

## Pozadí
Powerwolf začali psát své šesté album v červnu 2014. Skončili v prosinci téhož roku.  Své nové album oznámili na své facebookové stránce dne 5. prosince 2014.

Album začali nahrávat v lednu 2015 ve Studiu Fredman v Göteborgu a proces trval až do března téhož roku. 18. března 2015 odhalili název alba a obal obalu. Kytarista Matthew Greywolf o novém materiálu skupiny uvedl: 
Aniž byste toho příliš prozrazovali, můžete očekávat album, které je 100% nekompromisní věcí Powerwolf. Jsou tu písně, které se dají rozzlobit, jsou tu epické a atmosférické věci a mezi tím spousta vlčího metalového šílenství a docela dost písní, které budou zatraceně jisté na každém budoucím vystoupení Powerwolf.
Před vydáním alba skupina vydala dva singly, „Army of the Night“  a „Armata Strigoi“.  Oba byly nejprve vydány pouze v digitální podobě. 

## Kritický příjem
Album bylo hodnoceno pozitivně kritiky. Metal.de napsal: " Blessed & Possessed je již metalovým večírkovým diskem roku! S mocným riffováním, velkými háčky a milou dávkou kýče Powerwolf opět vytvořili album, ve kterém je každá píseň opravdu hit!".  Metal Hammer viděl píseň „Higher Than Heaven“ jako „vrchol alba“. 

## Seznam skladeb
| Pořadí         | Název               | Délka |
| -------------- | ------------------- | ----- |
| 1.             | Blessed & Possessed | 4:42  |
| 2.             | Dead Until Dark     | 3:49  |
| 3.             | Army Of The Night   | 3:21  |
| 4.             | Armata Strigoi      | 3:59  |
| 5.             | We Are The Wild     | 3:41  |
| 6.             | Higher Than Heaven  | 3:30  |
| 7.             | Christ & Combat     | 3:39  |
| 8.             | Sanctus Dominus     | 3:22  |
| 9.             | Sacramental Sister  | 4:36  |
| 10.            | All You Can Bleed   | 3:44  |
| 11.            | Let There be Night  | 7:19  |
| Celková délka: | Celková délka:      | 45:42 |

## Sestava
- Attila Dorn – zpěv
- Matthew Greywolf – kytara
- Charles Greywolf – baskytara
- Roel van Helden – bicí
- Falk Maria Schlegel – varhany, klávesy